# Sterrenburg (Utrecht)

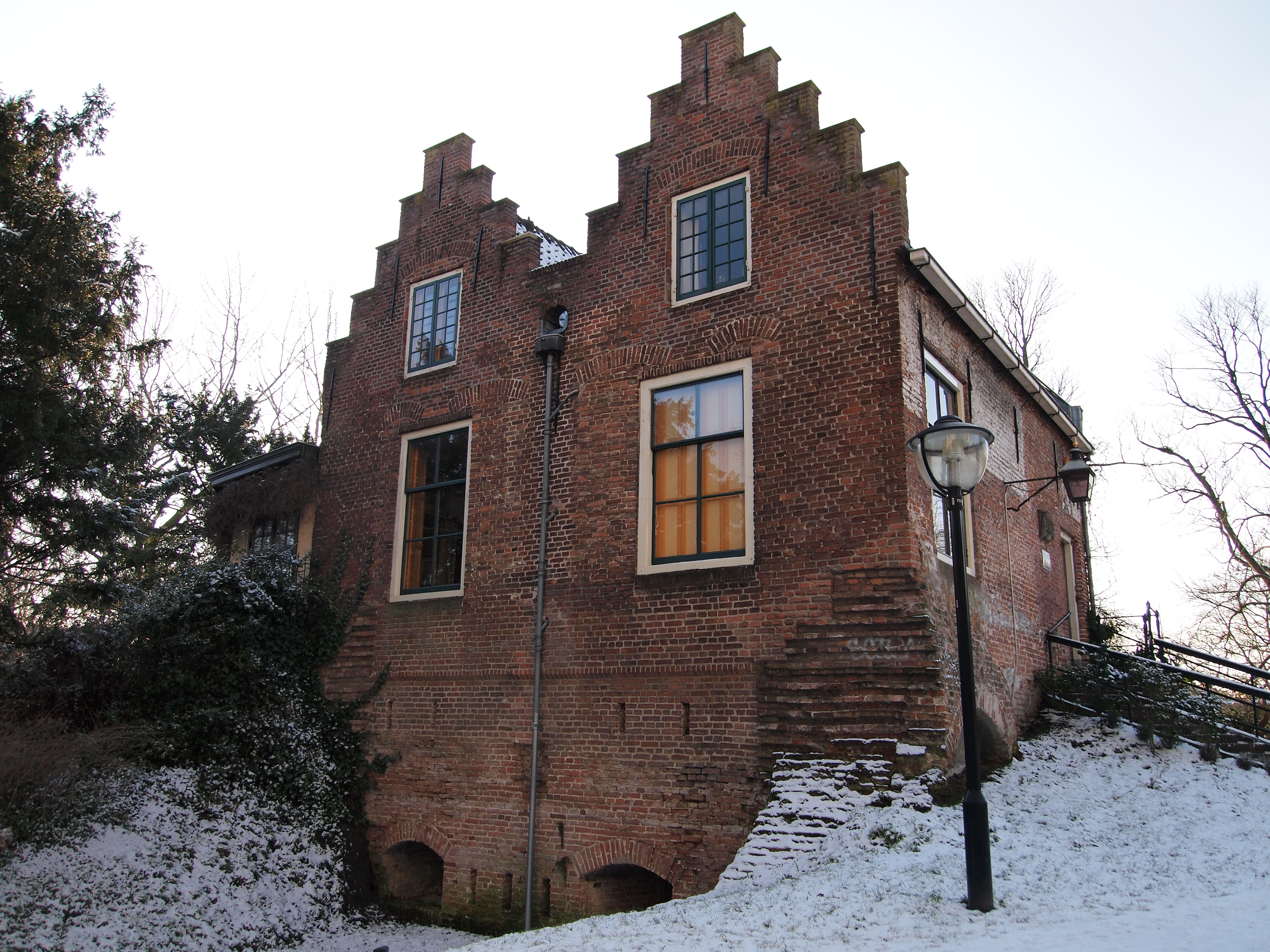
Overgebleven woonhuis Sterrenburg met kazematten.

Sterrenburg was een bolwerk in het centrum van de Nederlandse stad Utrecht. Hoewel het grotendeels is afgebroken, zijn vandaag de dag restanten ervan bewaard gebleven die deels zijn opgenomen in het Zocherpark. Bij het voormalige bolwerk behoren een straat en een huis, die beide ook deze naam dragen.

## Geschiedenis
In de 16e eeuw liet keizer Karel V de middeleeuwse stadsverdediging van deze stad uitbreiden. Onder meer vier stenen bolwerken verrezen daarin rond 1550 aan de verdedigingsgracht (de Stadsbuitengracht), waaronder Sterrenburg. De stadsbouwmeester Willem van Noort ontwierp het fortificatieplan voor Utrecht en was in het zuidwestelijke deel van de stad verantwoordelijk voor de bouw van bolwerk Sterrenburg. Om in deze uitbreiding ruimte te scheppen voor de aanleg, werd de verdedigingsgracht verlegd. De locatie waar het bolwerk kwam te liggen, was op de plek waar voorheen een toren stond met de naam Stuutenberg, later Sterkenburg. De bouw van het bolwerk tussen 1554 en 1558 is gebaseerd op het Italiaans vestingstelsel en zelfstandige praktische inzichten, uitgevoerd in een compleet en doordacht ontwerp. Het bolwerk kreeg onder meer dubbele geschutskelders met teruggetrokken flanken, een groot binnenplein en diverse gebouwen zoals een wachthuisje en een loods. Het geheel werd voorzien van een gangenstelsel, een drinkwatervoorziening en latrines. Als onderdeel in de zuidelijke verdedigingswerken van de stad, kwam Sterrenburg direct ten westen van de zuidelijke stadspoort (Tolsteegpoort) te liggen. De Bijlhouwerstoren stond hier tussenin. Direct ten oosten van de stadspoort werd het bolwerk Manenborgh aangelegd. Sterrenburg is uiteindelijk nooit gebruikt in oorlogshandelingen. Vanaf omstreeks 1600 kreeg het onder andere de functie van mestopslag.
Tussentijds werden rond 1580 nog wel met de vestingbouwkundige Adriaen Anthonisz vijf grote aarden bolwerken aan de stadsmuur bijgebouwd, zoals Lepelenburg en Lucasbolwerk. De bouw van deze serie van bolwerken was de laatste modernisering van de verdedigingswerken in de stad totdat in de 19e eeuw de Nieuwe Hollandse Waterlinie met een aantal forten bij Utrecht werd aangelegd. Vanaf 1830 werden de overtollig geworden Utrechtse bolwerken, stadspoorten, verdedigingstorens en stadswal grotendeels afgebroken. Met de afbraak kon in de volgende decennia - naar ontwerp van de landschapsarchitect Jan David Zocher jr. - op een groot deel van de voormalige verdedigingswerken het Zocherpark worden aangelegd. Sterrenburg werd rond 1842 grotendeels afgebroken. Het vormde tevens een belemmering voor de scheepvaart over de Catharijnesingel. Een bij het bolwerk behorend huis met daaronder de oostelijke kazematten, bleef bij de sloop gespaard.
Vandaag de dag maakt Sterrenburg onderdeel uit van Zochers singelplantsoen. De overgebleven delen van Sterrenburg zijn een rijksmonument. Bijzonder is dat de naam Sterrenburg van dit voormalige bolwerk gebruikt wordt als straatnaam: alleen het woonhuis heeft hier zijn adres. Kunstenaar Hans van Dokkum woonde tussen 1955 en 1995 in dit huis. Meermaals gebruikte Van Dokkum Sterrenburg in zijn werken, ook andere kunstenaars hebben gedurende de eeuwen het bolwerk afgebeeld. Vanaf 1996 is het huis gerestaureerd.